# Соколув-Малопольски (гмина)
Соколув-Малопольски (пол. Sokołów Małopolski) — городско-сельская гмина (волость) в Польше, входит как административная единица в Жешувский повет, Подкарпатское воеводство. Население — 16 446 человек (на 2004 год).

## Демография
| Перепись                       | Всего   | Всего | Женщины | Женщины | Мужчины | Мужчины |
| ------------------------------ | ------- | ----- | ------- | ------- | ------- | ------- |
| Единицы                        | человек | %     | человек | %       | человек | %       |
| Население                      | 16 446  | 100   | 8333    | 50,7    | 8113    | 49,3    |
| Плотность населения (чел./км²) | 122,7   | 122,7 | 62,2    | 62,2    | 60,5    | 60,5    |

## Сельские округа
1. Гурно
2. Конты-Тшебуске
3. Марковизна
4. Ненадувка
5. Тшебось
6. Тшебуска
7. Тужа
8. Вулька-Недзведзка
9. Вулька-Соколовска

## Соседние гмины
1. Гмина Чарна
2. Гмина Глогув-Малопольски
3. Гмина Камень
4. Гмина Лежайск
5. Гмина Нова-Сажина
6. Гмина Ракшава
7. Гмина Ранижув
8. Гмина Тшебовниско